# Brigham and Women's

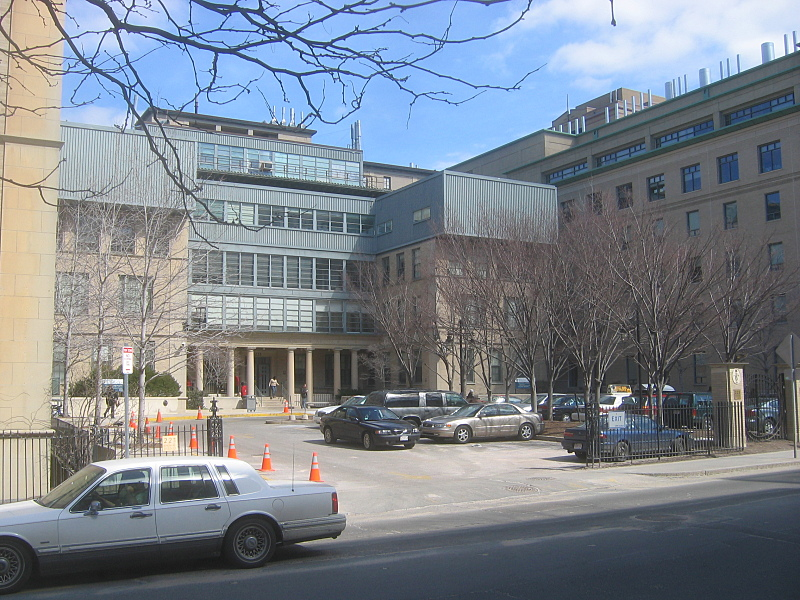
Ospedale Brigham and Women's.

Il Brigham and Women’s Hospital è il secondo ospedale più grande per l’insegnamento dell’Harvard Medical School e il più grande ospedale nella Area medica di Boston. Con il Massachusetts General Hospital è uno dei due membri della fondazione del Mass General Brigham, con la più grande assistenza sanitaria nel Massachusetts. L'attuale presidente dell'ospedale è Elizabeth Nabel, professoressa di Medicina presso l'Harvard Medical School.
Il Brigham and Women's Hospital conduce il secondo più grande programma di ricerca ospedaliero al mondo, con un budget annuale per la ricerca di oltre 630 milioni di dollari. I risultati pionieristici del Brigham Women’s Hospital hanno incluso la prima operazione di successo della valvola cardiaca al mondo e il primo trapianto di organo al mondo effettuato dal celebre Joseph Murray. ll Brigham and Women's Hospital è stato fondato con la fusione nel 1980 di tre ospedali affiliati ad Harvard.
Nella classifica degli ospedali US News & World Report del 2019, Brigham Women’s Hospital si è classificata seconda in Massachusetts e tredicesima a livello nazionale.
Le classifiche annuali sono state sviluppate per aiutare i consumatori a determinare quali ospedali hanno la migliore assistenza per le condizioni e le procedure mediche più gravi o complicate. Molte specialità del Brigham sono salite in classifica quest'anno. Il Brigham è ora classificato in 13 delle 14 specialità, è al quinto posto per Reumatologia, sesto sia per la Nefrologia che per la cura di tumori, settimo per la Cardiologia e Cardiochirurgia e ottavo per la Ginecologia.

## Storia
Il Brigham and Women's Hospital è stato fondato con la fusione nel 1980 di tre ospedali affiliati ad Harvard: Peter Bent Brigham Hospital, (fondato nel 1913); Robert Breck Brigham Hospital (fondato nel 1914); e il Boston Hospital for Women (fondato nel 1966 come fusione del Boston Lying-In Hospital, fondato nel 1832, e il Free Hospital for Women, fondato nel 1875). Nel 1954, il Peter Bent Brigham Hospital divenne la sede per il primo trapianto di rene di successo, eseguito da Joseph Murray su Richard Herrick.
Dopo un'affiliazione di 10 anni con il Faulkner Hospital nella sezione Jamaica Plain di Boston, Brigham Women’s Hospital si è fusa con l'ospedale della comunità nel 2012 per formare il Brigham and Women's Faulkner Hospital.
Nell'aprile 2017, Brigham and Women's ha annunciato che avrebbe offerto acquisizioni volontarie a 1.600 dipendenti nel tentativo di controllare i costi.
Sempre nell'aprile 2017, il tribunale distrettuale degli Stati Uniti per il distretto del Massachusetts ha annunciato che il Brigham and Women's Hospital e la sua rete di ospedali e medici senza scopo di lucro, Partners HealthCare, hanno accettato di pagare una multa di $ 10 milioni per risolvere le accuse ottenute fraudolentemente da un laboratorio di ricerca sulle cellule staminali finanziamento con sovvenzione federale.
Il Brigham and Women's Hospital (BWH) di Boston è un leader internazionale praticamente in ogni area della medicina ed è stato il sito di scoperte pionieristiche che hanno migliorato la vita in tutto il mondo. Un importante ospedale universitario della Harvard Medical School, BWH ha un'eredità di eccellenza che continua a crescere anno dopo anno.
Brigham and Women's Health Care, la società madre del Brigham and Women's Hospital, del Brigham and Women's Faulkner Hospital e della Brigham and Women's Physician Organization, comprende 150 ambulatori con oltre 1.200 medici, assistendo pazienti dal New England, da tutti gli Stati Uniti e da 120 paesi in tutto il mondo. Il nome Brigham and Women’s riflette la storia dell’ospedale. Nel 1980, tre dei più anziani e prestigiosi ospedali di insegnamento della Harvard Medical School, l’ospedale Peter Bent Brigham, l’ospedale Robert Breck Brigham e l’ospedale Boston for Women, formarono quello che costituirà l’ospedale Brigham and Women’s.

### Storia dell'ospedale Peter Bent Brigham

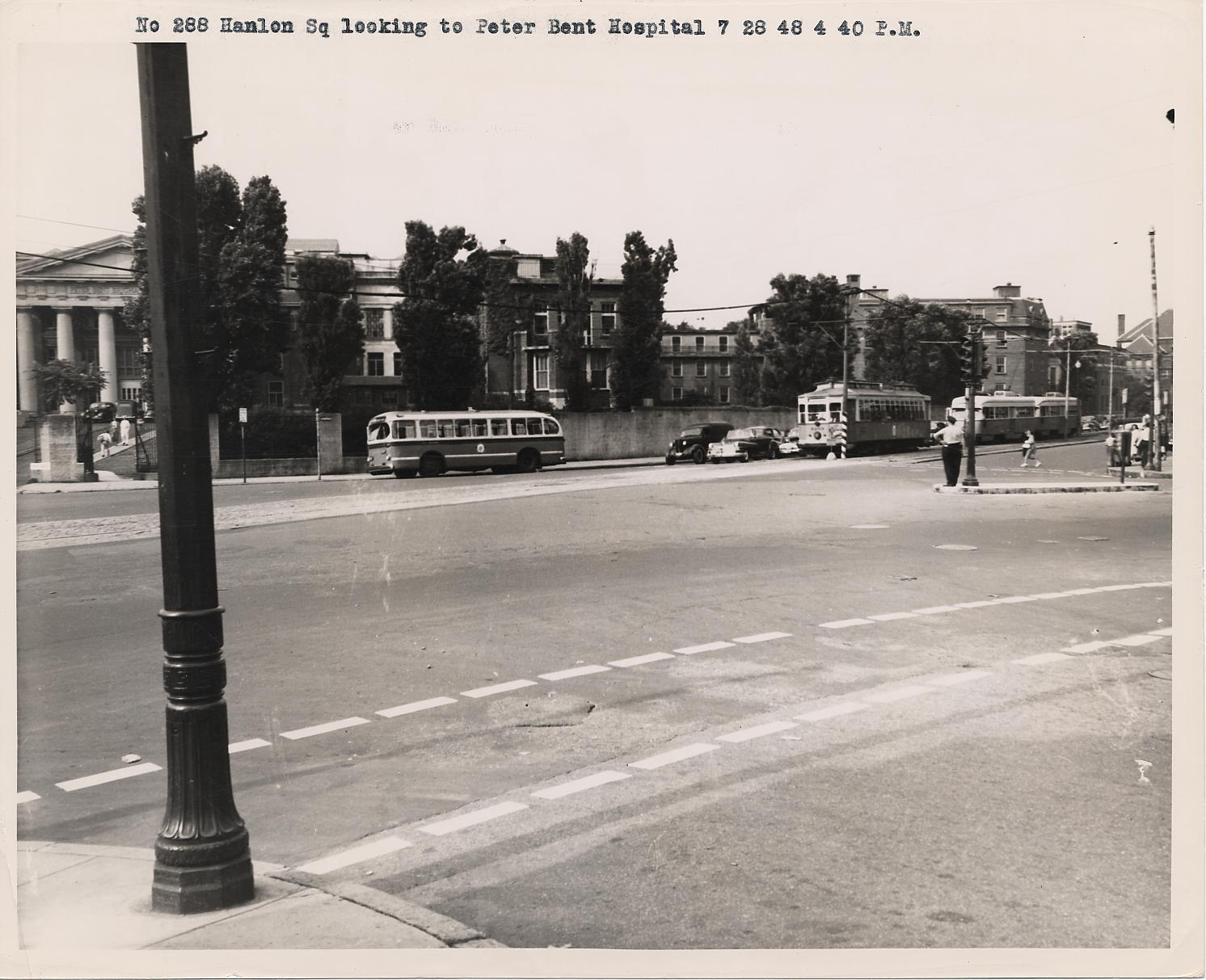
Guardando all'Ospedale Peter Bent Brigham.

Il Peter Bent Brigham Hospital fu progettato nel 1912 in stile padiglione, un sistema di edifici ospedalieri per il quale Florence Nightingale era stata una forte sostenitrice nella tarda epoca vittoriana.
La storia del Peter Bent Brigham risale al 1913, Harvey Williams Cushing fu il primo capo della chirurgia. Cutler eseguì la prima operazione valvolare di successo al mondo dando il tono dell'innovazione e della dedizione al trattamento chirurgico delle malattie cardiache nel secolo successivo.
Nel corso degli anni '40 -'80 vi erano un grande numero di operazioni tra cui le più importanti possono essere considerate l’impianto di valvola bioprotetica negli anni '70 e la riparazione della valvola mitrale.
Come per molte grandi istituzioni del XIX secolo, la storia del Peter Bent Brigham Hospital inizia con la visione di un solo uomo; Peter Bent Brigham nato nel Vermont nel 1807.
Arrivato a Boston, Mass, da giovane e, come imprenditore creativo, ebbe molto successo nel settore della ristorazione. Investì in immobili e ferrovie locali e presto accumulò una piccola fortuna. Alla sua morte nel 1877, il suo testamento affermò che a 25 anni dalla sua morte, la sua proprietà sarebbe stata utilizzata per fondare un ospedale a Boston per prendersi cura dei malati e degli indigenti residenti nella contea di Suffolk (Boston e contea circostante).
È meglio conosciuto come filantropo per la sua dotazione iniziale del Peter Bent Brigham Hospital e della Brigham Academy a Bakersfield, nel Vermont.

### Storia dell'ospedale Robert Breck Brigham
L’ospedale Robert and Brigham per gli Incurabili, è stato fondato nel 1924. Un ristoratore benestante, Robert Brigham, seguì l’esempio di suo zio Peter Bent Brigham, decidendo di dar vita ad un ospedale. Inizialmente ideata come un’istituzione per curare coloro che soffrivano di malattie croniche o incurabili, da cui il nome. In seguito, l’ospedale si è specializzato gradualmente in malattie reumatiche, diventando il primo ospedale di insegnamento nell’intero Paese interessato nella cura di artriti e malattie correlate. Il nome dell’ospedale è stato poi sostituito, diventando l’ospedale Robert Breck Brigham.
Il Dipartimento di Medicina dell’ospedale Robert Breck Brigham comprendeva il Dipartimento di Reumatologia e Immunologia, adesso suddiviso in Reumatologia, Immunologia e Allergologia nel Dipartimento di Medicina.

### Storia dell'ospedale Boston for Women

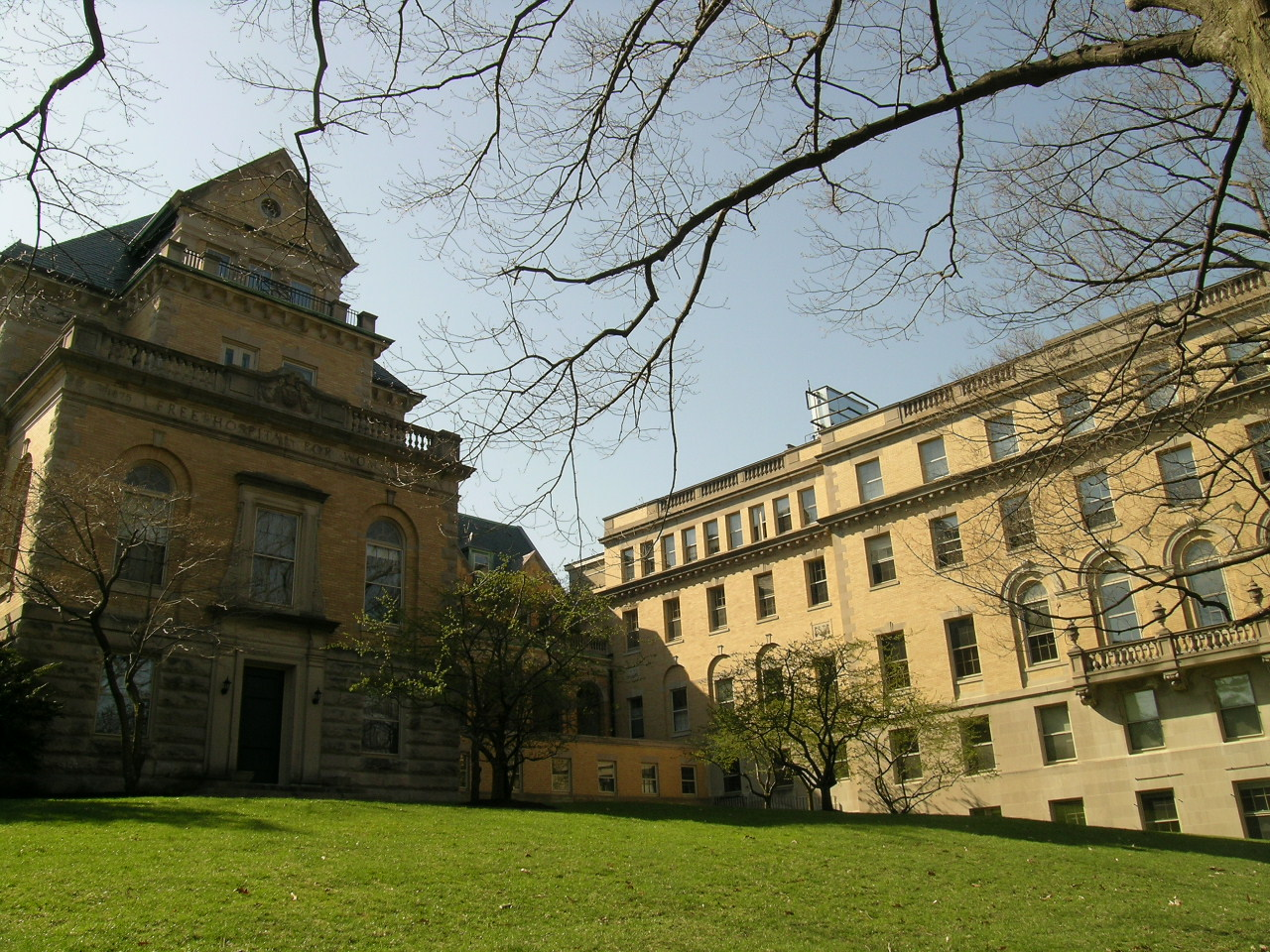
Ospedale Free Hospital for Women.

Il Boston Hospital for Women è stato fondato il 2 maggio 1966 come risultato di una fusione tra due ospedali universitari affiliati ad Harvard che si concentravano sui problemi di salute delle donne. Il Boston Lying-in Hospital, fondato nel 1832, era una struttura incentrata sull'ostetricia e il Free Hospital for Women, organizzato nel 1875, era dedicato alla cura e alla ricerca ginecologica. Nel 1975, il Boston Hospital for Women si fuse con gli ospedali Peter Bent Brigham e Robert B. Brigham formando l'Affiliated Hospitals Center. La marcia verso una fusione è iniziata negli anni '50 al Free Hospital for Women quando il desiderio di uno studio più ampio sulla salute delle donne, piuttosto che il solo studio della ginecologia, ha influenzato le scelte di formazione dei giovani professionisti medici. Nel 1951, il Boston Lying-in Hospital e il Free Hospital for Women hanno integrato gli appuntamenti dei residenti per dare ai richiedenti tre anni di formazione combinata necessaria per la certificazione da parte dell'American Board of Obstetrics and Gynecology. Questo esempio di cooperazione e altri tra i due ospedali sono stati paralleli a un bisogno crescente di consolidare i servizi tra diversi altri ospedali universitari di Harvard. Nel 1958 gli amministratori del Free Hospital avevano approvato un piano per proseguire l'adesione al Boston Lying-in Hospital, al Children's Hospital Medical Center, al Massachusetts Eye and Ear Infirmary, al Robert Breck Brigham, e gli ospedali Peter Bent Brigham come parte di un nuovo "Harvard Medical Center". Nel 1960, Lillian Grahn, Amministratore del Free Hospital for Women, sostenitrice di lunga data della combinazione degli ospedali, scrisse un rapporto che descriveva i pro e i contro di una fusione specificamente con il Boston Lying-in Hospital. Sulla base di questo rapporto, il Consiglio di fondazione del Free Hospital ha avviato studi di fattibilità. Allo stesso tempo, è iniziato un progetto per costruire un nuovo complesso ospedaliero per il futuro Harvard Medical Center (in seguito noto come Affiliated Hospitals Center), ma molti ostacoli legali, sociali e finanziari hanno ritardato il processo di costruzione e consolidamento. Nel frattempo, il progresso nella fusione dei due ospedali femminili è stato considerato un importante passo avanti nell'eventuale integrazione di tutti gli ospedali universitari di Harvard. Con un atto del legislatore del Massachusetts nel 1965, i due ospedali femminili furono autorizzati a fondersi e il dottor John G. Freymann fu nominato direttore generale del Boston Lying-in Hospital, coordinatore del Free Hospital for Women e direttore generale designato per il nuovo Boston Hospital for Women, che fu ufficialmente incorporato nel 1966.

## Servizi Fondamentali
• Dana-Farber/Centro Oncologico Brigham and Women’s: il centro comprende un istituto oncologico e un ospedale, con 13 centri specializzati in malattie.
• Centro Cardiovascolare Carl J. And Ruth Shapiro.
• Centro di Ortopedia e Artriti Brigham and Women’s: specializzati in ricerca e terapie ossee e malattie correlate, e lesioni.
• Istituto Neuroscientifico Brigham and Women’s: l’Istituto Neuroscientifico BHW offre trattamenti per le malattie del sistema nervoso. L’istituto comprende neurologia, neurochirurgia, psichiatria e neuroradiologia, con ricerche avanzate e test clinici.
• Centro Mary Horrigan Connors per la salute delle donne: BWH è specializzato nella cure ostetriche ad alto rischio, cure intensive per neonati, chirurgia ginecologica complessa e altre cure specifiche del genere.
• Centro Osher per Medicina Integrativa, che include cure chiropratiche.
Il Brigham and Women's Hospital (BWH) di Boston è leader internazionale in ogni campo della medicina ed è stato il sito di scoperte pionieristiche che hanno migliorato la vita in tutto il mondo. Importante ospedale universitario della Harvard Medical School, l'ospedale Brigham and Women's ha un'eredità di eccellenza che continua a crescere.
In qualità di leader nazionale nel miglioramento della sicurezza dell'assistenza sanitaria, ha contribuito a sviluppare alcune delle migliori pratiche del settore, tra cui l'inserimento computerizzato degli ordini dei medici (EPOC) per prevenire errori terapeutici. L'EPOC è una pratica di sicurezza accettata a livello nazionale, sperimentato all’inizio degli anni ’90 per prevenire gli errori nella medicazione.
Al Brigham and Women’s Hospital sono stati insigniti dei premi per l’efficienza della sicurezza dei pazienti, mediante eMAR, Medication Administration Record, per un sistema di codici a barre, che identifica le cure previste per ciascun paziente, etichette con i nomi personali e badges per gli infermieri. Il compito dell'infermiere è di eseguire lo scan dei tre codici a barre prima di somministrare una medicazione, per assicurare che ciascun paziente riceva la cura corretta e il relativo dosaggio al tempo esatto.
Tra i capi di reparto vi sono: John Wright, Mary Anne Kenyon e Carolyn Beagan.Il BWH Biomedical Research Institute (BRI) è uno dei più rilevanti istituti di ricerca biomedica al mondo e il secondo più grande destinatario di finanziamenti del National Institutes of Health (NIH) tra gli ospedali indipendenti negli Stati Uniti.

## Ricerca
Brigham and Women’s Hospital (BWH) ha avuto a lungo un grande successo nella ricerca, misurato dal numero di importanti scoperte eseguite. BWH è un campo di formazione per medici, infermieri e professionisti della salute. Presenta 1.100 tirocinanti in oltre 140 dei programmi di formazione più ricercati al mondo e ospita anche studenti della Harvard Medical School.
• Nel 2013, l’Istituto di Ricerca Biomedica BWH ha ricevuto 630 milioni di dollari per il supporto alla ricerca in ogni campo.
Per più di un decennio è stato uno dei due ospedali indipendenti degli Stati Uniti che ha ricevuto il finanziamento dal National Institute of Health (NIH).
All’interno dell’istituto sono impiegati più di 3300 ricercatori. L’istituto di Ricerca Biomedica ha lavorato in medicina rigenerativa, designando le nanoparticelle nell’attacco di diversi tipi di cancro e ciò ha dato inizio a test clinici per il vaccino per la cura di un tipo di malattia di Alzheimer. La ricerca del BWH include anche degli studi in popolazioni, tra cui Nurses’ Health Study e Physicians’ Health Study.
• Nel ventunesimo secolo si sono verificati dei cambiamenti nell’approccio terapeutico e diagnostico per il tumore ai polmoni, dovuti soprattutto alla scoperta delle mutazioni legate al recettore del fattore di crescita epidermico EGFR e il loro ruolo nel direzionare la gestione mirata con inibitori tirosin-chinasi. Dal 2003, questo ha ridisegnato l’approccio del Testing center di diagnostica molecolare del Brigham and Women’s hospital.
• Nel 2017, l’ospedale è stato uno dei primi centri di test clinici umani contro il processo di invecchiamento tramite l’utilizzo di NAD+. I test sono stati guidati dal biologo David Andrew Sinclair.
• Nel 2019, il BWH ha aperto la Clinica Brigham per la Cura Genomica preventiva, diventando così uno dei primi ospedali degli Stati Uniti ad offrire il sequenziamento di DNA dei neonati, il rapporto e l’interpretazione dei geni associati alla malattia ai pazienti sani con l’obiettivo di ridurre il rischio di malattie future.

## Cura genomica preventiva
Nel 2015 il National Institutes of Health, centro federale americano impiegato nella ricerca medica, ha lanciato il primo programma al mondo di screening genetico dei neonati, il quale prevede di sequenziare il DNA di un gruppo di bambini al fine di prevenire le malattie. I primi test del progetto sono stati effettuati all’inizio di luglio 2015 e prevedevano di compiere l’indagine su 240 neonati sani al Brigham and Women’s Hospital e altri 240 circa al reparto di terapia intensiva neonatale al Boston Children’s Hospital. Al 50% dei neonati è stato effettuato il sequenziamento del DNA, con particolare attenzione a 1.700 geni responsabili di malattie infantili.
«La possibilità di sequenziare il genoma dei neonati è un tema molto controverso - spiega il coordinatore Robert Green, genetista del Brigham and Women’s Hospital a Boston e docente dell’università di Harvard. «Ci sono possibili vantaggi ma anche rischi. Il nostro progetto cercherà di raccogliere i dati su entrambi gli aspetti. Sequenzieremo il DNA sia di bambini molto malati che di bambini perfettamente normali. Poi seguiremo per alcuni anni le famiglie per studiare le conseguenze dal punto di vista medico, economico e delle loro scelte personali». I possibili benefici, sottolinea Pankaj Agrawal, neonatologo e genetista del gruppo di Harvard, «sono la diagnosi precoce di malattie curabili e la possibilità di ottimizzare l’uso dei farmaci. La sequenza del Dna può essere conservata come un “libro della vita” e consultata ogni volta che si verifica un problema di salute. L’altro lato della medaglia è l’ansia che possiamo creare trovando dati incerti e inattesi sul rischio di essere colpiti un giorno da una malattia».
Una seconda tappa dell’esperimento dei National Institutes of Health ha coinvolto il Children’s Mercy Hospital di Kansas City, dove i ricercatori hanno effettuato degli studi solo su neonati affetti da malattie piuttosto gravi.

## Joseph Murray
Si deve a Joseph Murray il primo trapianto di rene avvenuto nel 1954. Pioniere della ricerca sui trapianti, sul fenomeno del rigetto e sui metodi per bloccarlo, si aggiudicò il Nobel nel 1990, con Edward Donnall Thomas. Si è spento a Boston, per le complicazioni di un ictus, nello stesso ospedale in cui portò a termine lo storico intervento di trapianto di rene nel 1954.